# کوکوشی دایجیتن
کوکوشی دایجیتن (به ژاپنی: 国史大辞典 Kokushi Daijiten)، به معنای واقعی کلمه فرهنگ بزرگ تاریخ ملی، تاریخچه بزرگ و کلی فرهنگ لغت از ژاپن است که توسط شرکت مستقر در توکیو یوشیکاوا کوبونکان منتشر شده است. نسخه اصلی شامل شش جلد بود و در سال ۱۹۲۷ منتشر شد. نسخه فعلی در مدت ۱۸ سال نوشته و منتشر شد که از سال ۱۹۷۹ شروع شد و در سال ۱۹۹۷ به پایان رسید.